# Shinsaku Kudō
Shinsaku Kudō (japanisch 工藤 慎作; * 10. November 2004 in Funabashi) ist ein japanischer Leichtathlet, der sich auf den  Langstreckenlauf spezialisiert hat.

## Sportliche Laufbahn
Erste Erfahrungen bei internationalen Meisterschaften sammelte Shinsaku Kudō im Jahr 2025, als er bei den World University Games in Bochum mit neuem Spielerekord von 1:02:29 h die Goldmedaille im Halbmarathon gewann und sich auch in der Teamwertung die Goldmedaille sicherte.

## Persönliche Bestzeiten
- 10.000 Meter: 28:35,76 min, 11. Mai 2023 in Sagamihara
- Halbmarathon: 1:00:06 h, 2. Februar 2025 in Marugame